# اویسوزلو بالا
اویسوزلو بالا (به لاتین: Yuxarı Öysüzlü) یک منطقه مسکونی در جمهوری آذربایجان است که در شهرستان تووز واقع شده است. این روستا ۵۷۶۳ نفر جمعیت دارد.